# Ballinteer
Ballinteer (Baile na tSaoir en irlandés) es un suburbio de Dublín en el distrito postal Dublín 16 en Irlanda. Es primordialmente un área residencial, extensivamente desarrollada principalmente desde finales de 1960 hacia adelante. Ballinteer está ubicada aproximadamente a 6 millas del centro de la ciudad, al oeste está Rathfarnham (Ráth Fearnáin), al este está Sandyford (Áth an Ghainimh), al sur están las Montañas de Wiclow y al norte está Dundrum (Dún Droma).
Ballinteer también está rodeado por el Marlay Park de 300 acres que desde el 2000 ha albergado conciertos de Oasis (banda), R.E.M., Snow Patrol y Radiohead.}
Ballinteer está servido por las rutas 14, 14A, 48A, 75, 116 y 161 del autobús y está también dentro de las cercanías del sistema de tren ligero Luas.
Residentes notables incluyen a Tom Kitt un TD de Fianna Fail, y el actual Ministro de Estate en el Departamento del Taoiseach, su hijo David, un músico irlandés, el jugador de fútbol gaélico inter-condados la AAG de Dublín, el antiguo jugador de la República de Irlanda, Richard Sadlier y el comediante Jason Byrne.
- Datos: Q2672390
- Multimedia: Ballinteer / Q2672390